# Karl-Alfred och Ellinor
Karl-Alfred och Ellinor är en berättande sjömansvisa av Evert Taube. Visan publicerades första gången i tidningen Söndags-Nisses julnummer 1918. Därefter fanns den med i Taubes första vissamling Sju sjömansvisor och Byssan Lull, som kom ut 1919. I september 1920 blev den den första visa av Evert Taube som spelades in på grammofon, med Ernst Rolf. Taube själv spelade in den vid sin grammofondebut, den 25 februari 1921.
Visan framfördes mycket tidigt i Evert Taubes karriär som scenartist. Han sjöng den vid ett framträdande i Smögens godtemplarloge i början av februari 1918 och senare vid sin mer professionella debut som artist, i Cabaret Läderlappen på Hotell Gillet i Stockholm, där Taube medverkade i en föreställning som spelades i januari och februari 1919.
Visan handlar om den unge och oerfarne sjömannen Karl-Alfred, som följer med en kvinna till hennes lägenhet på tredje våningen i ett hus på Victoria Street i Port Adelaide i Australien. Men han har lurats dit och blir utsatt för ett rånförsök, som han räddar sig från genom att kasta sin portmonä "mellan ögonen" på rånaren.
Visan har publicerats i några olika versioner. I den version som publicerades i Söndags-Nisse, och Taube fick 35 kronor för, stavas till exempel den kvinnliga huvudpersonens namn Elinor. I Sju sjömansvisor och Byssan Lull stavas hon Elinoor och i en version som publiceras i samlingen Sju sjömansvisor från 1934 stavas namnet Ellinor.
Visans melodi är inte komponerad av Taube själv, utan upptecknad och arrangerad av honom.